# Canton de Tournus
Le canton de Tournus est une circonscription électorale française située dans le département de Saône-et-Loire et la région Bourgogne-Franche-Comté.

## Géographie
Ce canton est organisé autour de Tournus dans les arrondissements de Chalon-sur-Saône et Mâcon. Son altitude varie de 167 m à 501 m (Mancey).

## Histoire
En 1790, à la création des cantons, les communes de Grevilly, Montbellet et Chardonnay furent rattachées au canton de Tournus. Quelques années plus tard, ces trois communes furent intégrées au canton de Lugny, dans lequel elles demeurèrent pendant plus de deux siècles.
Par décret du 18 février 2014, le nombre de cantons du département est divisé par deux, avec mise en application aux élections départementales de mars 2015. Le canton de Tournus est conservé et s'agrandit. Il passe de 14 à 31 communes et englobe la totalité de l'ancien canton de Sennecey-le-Grand. À cette date, deux communes du canton de Lugny (canton fusionnant avec celui d'Hurigny) sont en outre rattachées au canton de Tournus : Grevilly et Chardonnay.

## Représentation

### Conseillers généraux de 1833 à 2015
| Période | Période      | Identité                 | Étiquette              | Qualité |
| ------- | ------------ | ------------------------ | ---------------------- | --- |
| 1833    | 1840         | Jean Bonaventure Boudier | Constitutionnel        | Avocat, Procureur du Roi, juge de paix à Mâcon Maire de Tournus (1830)                                                  |
| 1841    | 1848         | Louis-Ferdinand Lataud   |                        | Médecin Maire de Tournus (1838-1848), conseiller d'arrondissement                                                       |
| 1848    | 1871         | Henri Boutelier          | Centre droit           | Ancien magistrat, propriétaire à Tournus Député (1866-1870)                                                             |
| 1871    | 1896         | Alexis Bessard           | Républicain Socialiste | Propriétaire, clerc de notaire, maire de Tournus                                                                        |
| 1896    | 1904         | Antoine Boyaud           | Rad.                   | Propriétaire, maire de Royer, conseiller d'arrondissement                                                               |
| 1904    | 1921 (décès) | Claude Desgranges        | Rad.                   | Négociant - Sénateur (1920-1921) Maire de Romenay (1888-1921), conseiller d'arrondissement                              |
| 1921    | 1934         | Léon Godin               | Rad.                   | Professeur, Maire de Tournus                                                                                            |
| 1934    | 1940         | Charles Guillot          | SFIO                   | Menuisier - Maire de Romenay                                                                                            |
|         |              |                          |                        | |
| 1945    | 1967 (décès) | Charles Guillot          | SFIO                   | Menuisier - Maire de Romenay                                                                                            |
| 1967    | 1970         | André Nicolle            | SFIO                   | Directeur de l'hôpital de Tournus                                                                                       |
| 1970    | 1976         | Jean Deniset (1924-1989) | RI                     | Vétérinaire - Maire de Romenay                                                                                          |
| 1976    | 1988         | Roger Gautheron          | PS                     | Enseignant au lycée agricole de Tournus Maire de Tournus (1977-1991), député suppléant de Jean-Pierre Worms (1981-1986) |
| 1988    | 2015         | Gérard Buatois           | PS                     | Directeur commercial Maire de Tournus (1991-1995)                                                                       |

### Conseillers d'arrondissement (de 1833 à 1940)
| Période                                  | Période          | Identité                  | Étiquette   | Qualité |
| ---------------------------------------- | ---------------- | ------------------------- | ----------- | --- |
| 1833                                     | 1842             | Louis Ferdinand Lataud    |             | Médecin à Tournus                                                                                           |
| 1842                                     | 1848             | Antoine Bessard           |             | Notaire et banquier à Tournus                                                                               |
| 1848                                     | 1871             | Pierre-Hippolyte Bessard  |             | Banquier, maire de Tournus                                                                                  |
| 1871                                     | 1877             | Henri Guénebaud           |             | Médecin à Tournus                                                                                           |
| 1877                                     | 1880             | M. Aymard                 | Républicain | |
| 1880                                     | 1896             | Antoine Boyaud            | Républicain | Propriétaire, maire de Royer                                                                                |
| 1896                                     | 1904             | Claude Desgranges         | Radical     | Négociant, maire de Romenay                                                                                 |
| 2 oct. 1904                              | 1925             | Urbain Bessard            | Radical     | Maire de Tournus (1900-1908)                                                                                |
| 1925                                     | 1927 (décès)     | Jean-Marie Galopin        | SFIO        | Instituteur en retraite, maire de Tournus (1925-1927)                                                       |
| 1927                                     | 1930 (démission) | Jean-Baptiste Pauget      | SFIO        | Minotier, maire de Romenay                                                                                  |
| 1930                                     | 1937             | Émile Jaillet (1872-1941) | SFIO        | Géomètre architecte, maire de Tournus (1927-1933)                                                           |
| 1937                                     | 1940             | Paul Meunier (1894-1978)  | SFIO        | Propriétaire à Ozenay Révoqué par le Gouvernement de Vichy                                                  |
| 1940                                     |                  |                           |             | Les conseils d'arrondissement ont été suspendus par la loi du 12 octobre 1940 et n'ont jamais été réactivés |
| Les données manquantes sont à compléter. |                  |                           |             | |

### Conseillers départementaux à partir de 2015
| Période élective | Période élective | Mandat | Mandat   | Identité             | Nuance | Nuance | Qualité                                                                |
| ---------------- | ---------------- | ------ | -------- | -------------------- | ------ | ------ | ---------------------------------------------------------------------- |
| 2015             | 2021             | 2015   | 2021     | Jean-Claude Bécousse |        | LR     | Fonctionnaire Maire de Laives Président de la CC entre Saône et Grosne |
| 2015             | 2021             | 2015   | 2021     | Colette Beltjens     |        | UDI    | Ancienne première adjointe au maire de Tournus                         |
| 2021             | 2028             | 2021   | en cours | Jean-Claude Becousse |        | LR     | Conseiller sortant                                                     |
| 2021             | 2028             | 2021   | en cours | Colette Beltjens     |        | UDI    | Conseillère sortante                                                   |

### Résultats détaillés

#### Élections de mars 2015
À l'issue du 1er tour des élections départementales de 2015, deux binômes sont en ballottage : Jean-Claude Becousse et Colette Beltjens (Union de la Droite, 36,53 %) et Dominique Marchal et Danielle Perret (FN, 25,4 %). Le taux de participation est de 52,2 % (7 795 votants sur 14 934 inscrits) contre 50,75 % au niveau départemental et 50,17 % au niveau national.
Au second tour, Jean-Claude Becousse et Colette Beltjens (Union de la Droite) sont élus avec 67,77 % des suffrages exprimés et un taux de participation de 51,28 % (4 421 voix pour 7 660 votants et 14 938 inscrits).

#### Élections de juin 2021
Le premier tour des élections départementales de 2021 est marqué par un très faible taux de participation (33,26 % au niveau national). Dans le canton de Tournus, ce taux de participation est de 33,78 % (4 992 votants sur 14 778 inscrits) contre 32,7 % au niveau départemental. À l'issue de ce premier tour, deux binômes sont en ballottage : Jean-Claude Becousse et Colette Beltjens (DVD, 53,02 %) et Delphine Dugué et Mickaël Maniez (DVG, 26,94 %).
Le second tour des élections est marqué une nouvelle fois par une abstention massive équivalente au premier tour. Les taux de participation sont de 34,36 % au niveau national, 33,9 % dans le département et 36,16 % dans le canton de Tournus. Jean-Claude Becousse et Colette Beltjens (DVD) sont élus avec 62,48 % des suffrages exprimés (3 092 voix pour 5 341 votants et 14 769 inscrits),,.

## Composition

### Composition avant 2015
Le canton de Tournus regroupait 13 communes.
| Nom                       | Code Insee | Codepostal | Superficie (km2) | Population (dernière pop. légale) | Densité (hab./km2) |
| ------------------------- | ---------- | ---------- | ---------------- | --------------------------------- | ------------------ |
| Tournus (chef-lieu)       | 71543      | 71700      | 14,62            | 5 849 (2012)                      | 400                |
| La Chapelle-sous-Brancion | 71094      | 71700      | 9,94             | 128 (2012)                        | 13                 |
| Farges-lès-Mâcon          | 71195      | 71700      | 5,73             | 219 (2012)                        | 38                 |
| Lacrost                   | 71248      | 71700      | 10,53            | 702 (2012)                        | 67                 |
| Martailly-lès-Brancion    | 71284      | 71700      | 8,85             | 123 (2012)                        | 14                 |
| Ozenay                    | 71338      | 71700      | 13,31            | 227 (2012)                        | 17                 |
| Préty                     | 71359      | 71290      | 12,40            | 588 (2012)                        | 47                 |
| Ratenelle                 | 71366      | 71290      | 8,03             | 381 (2012)                        | 47                 |
| Romenay                   | 71373      | 71470      | 48,90            | 1 653 (2012)                      | 34                 |
| Royer                     | 71377      | 71700      | 5,89             | 133 (2012)                        | 23                 |
| La Truchère               | 71549      | 71290      | 5,09             | 194 (2012)                        | 38                 |
| Uchizy                    | 71550      | 71700      | 12,49            | 828 (2012)                        | 66                 |
| Le Villars                | 71576      | 71700      | 5,58             | 266 (2012)                        | 48                 |

### Composition depuis 2015
Le canton de Tournus compte désormais trente-et-une communes entières.
| Nom                             | Code Insee | Intercommunalité         | Superficie (km2) | Population (dernière pop. légale) | Densité (hab./km2) | Modifier                                    |
| ------------------------------- | ---------- | ------------------------ | ---------------- | --------------------------------- | ------------------ | ------------------------------------------- |
| Tournus (bureau centralisateur) | 71543      | CC Mâconnais-Tournugeois | 14,62            | 5 702 (2022)                      | 390                | modifier les données · modifier les données |
| Beaumont-sur-Grosne             | 71026      | CC Entre Saône et Grosne | 7,82             | 333 (2022)                        | 43                 | modifier les données · modifier les données |
| Boyer                           | 71052      | CC Entre Saône et Grosne | 16,93            | 726 (2022)                        | 43                 | modifier les données · modifier les données |
| Bresse-sur-Grosne               | 71058      | CC Entre Saône et Grosne | 10,02            | 185 (2022)                        | 18                 | modifier les données · modifier les données |
| Champagny-sous-Uxelles          | 71080      | CC Entre Saône et Grosne | 5,05             | 84 (2022)                         | 17                 | modifier les données · modifier les données |
| La Chapelle-de-Bragny           | 71089      | CC Entre Saône et Grosne | 15,87            | 240 (2022)                        | 15                 | modifier les données · modifier les données |
| La Chapelle-sous-Brancion       | 71094      | CC Mâconnais-Tournugeois | 9,94             | 142 (2022)                        | 14                 | modifier les données · modifier les données |
| Chardonnay                      | 71100      | CC Mâconnais-Tournugeois | 6,37             | 206 (2022)                        | 32                 | modifier les données · modifier les données |
| Étrigny                         | 71193      | CC Entre Saône et Grosne | 19,22            | 481 (2022)                        | 25                 | modifier les données · modifier les données |
| Farges-lès-Mâcon                | 71195      | CC Mâconnais-Tournugeois | 5,73             | 223 (2022)                        | 39                 | modifier les données · modifier les données |
| Gigny-sur-Saône                 | 71219      | CC Entre Saône et Grosne | 14,36            | 568 (2022)                        | 40                 | modifier les données · modifier les données |
| Grevilly                        | 71226      | CC Mâconnais-Tournugeois | 2,65             | 26 (2022)                         | 9,8                | modifier les données · modifier les données |
| Jugy                            | 71245      | CC Entre Saône et Grosne | 7,69             | 332 (2022)                        | 43                 | modifier les données · modifier les données |
| Lacrost                         | 71248      | CC Mâconnais-Tournugeois | 10,53            | 695 (2022)                        | 66                 | modifier les données · modifier les données |
| Laives                          | 71249      | CC Entre Saône et Grosne | 12,62            | 964 (2022)                        | 76                 | modifier les données · modifier les données |
| Lalheue                         | 71252      | CC Entre Saône et Grosne | 6,87             | 350 (2022)                        | 51                 | modifier les données · modifier les données |
| Mancey                          | 71274      | CC Entre Saône et Grosne | 10,02            | 390 (2022)                        | 39                 | modifier les données · modifier les données |
| Martailly-lès-Brancion          | 71284      | CC Mâconnais-Tournugeois | 8,85             | 124 (2022)                        | 14                 | modifier les données · modifier les données |
| Montceaux-Ragny                 | 71308      | CC Entre Saône et Grosne | 2,53             | 31 (2022)                         | 12                 | modifier les données · modifier les données |
| Nanton                          | 71328      | CC Entre Saône et Grosne | 14,03            | 654 (2022)                        | 47                 | modifier les données · modifier les données |
| Ozenay                          | 71338      | CC Mâconnais-Tournugeois | 13,31            | 231 (2022)                        | 17                 | modifier les données · modifier les données |
| Plottes                         | 71353      | CC Mâconnais-Tournugeois | 10,07            | 554 (2022)                        | 55                 | modifier les données · modifier les données |
| Préty                           | 71359      | CC Mâconnais-Tournugeois | 12,40            | 583 (2022)                        | 47                 | modifier les données · modifier les données |
| Royer                           | 71377      | CC Mâconnais-Tournugeois | 5,89             | 138 (2022)                        | 23                 | modifier les données · modifier les données |
| Saint-Ambreuil                  | 71384      | CC Entre Saône et Grosne | 18,26            | 525 (2022)                        | 29                 | modifier les données · modifier les données |
| Saint-Cyr                       | 71402      | CC Entre Saône et Grosne | 13,12            | 765 (2022)                        | 58                 | modifier les données · modifier les données |
| Sennecey-le-Grand               | 71512      | CC Entre Saône et Grosne | 26,76            | 2 911 (2022)                      | 109                | modifier les données · modifier les données |
| La Truchère                     | 71549      | CC Mâconnais-Tournugeois | 5,09             | 204 (2022)                        | 40                 | modifier les données · modifier les données |
| Uchizy                          | 71550      | CC Mâconnais-Tournugeois | 12,49            | 812 (2022)                        | 65                 | modifier les données · modifier les données |
| Vers                            | 71572      | CC Entre Saône et Grosne | 4,18             | 234 (2022)                        | 56                 | modifier les données · modifier les données |
| Le Villars                      | 71576      | CC Mâconnais-Tournugeois | 5,58             | 285 (2022)                        | 51                 | modifier les données · modifier les données |
| Canton de Tournus               | 7129       |                          | 328,87           | 19 698 (2022)                     | 60                 | modifier les données                        |

## Démographie

### Démographie avant 2015
| 1962   | 1968   | 1975   | 1982   | 1990   | 1999   | 2006   | 2011   | 2012   |
| ------ | ------ | ------ | ------ | ------ | ------ | ------ | ------ | ------ |
| 11 856 | 12 335 | 12 398 | 11 977 | 11 449 | 11 280 | 11 554 | 11 791 | 11 886 |

### Démographie depuis 2015
En 2022, le canton comptait 19 698 habitants, en évolution de −0,78 % par rapport à 2016 (Saône-et-Loire : −1,06 %, France hors Mayotte : +2,11 %).
| 2013   | 2018   | 2022   |
| ------ | ------ | ------ |
| 20 109 | 19 673 | 19 698 |